# Рајко Врачар
Рајко Врачар (Пишче, код Плужина, 1. август 1934 — Београд, 8. јануар 2021), био је професор и ректор Универзитета у Београду.

## Биографија
Рођен је 1. VIII 1934. године у Пишчу, Плужине, Црна Гора., од оца Жарка учитеља и мајке Милице, рођене Јауковић. Основну школу и гимназију завршио је у Никшићу 1954. године, дипломирао је на Металуршком одсеку Технолошког факултета у Београду у марту 1960. године. Докторирао је у мају 1969. године на истом факултету из области хидрометалургије. Радио је две године у привреди, на радном месту управника погона. Биран је на Катедри за обојену металургију ТМФ-а: за асистента 1962. године, за доцента 1971. године, за ванредног професора 1976. године и за редовног професора 1981. године.
У образовној делатности изводио је наставу на редовним или последипломским студијама матичног факултета и факултета у Бору, Приштини и Подгорици из предмета: Металургија обојених метала, Теорија металуршких процеса, Термодинамика металуршких реакција, Хидрометалуршки процеси. Био је председник матичне комисије за оснивање Металуршког факултета у Подгорици и 5 година вршилац дужности шефа катедре. Руководио је израдом преко 100 дипломских радова. Аутор је или коаутор 4 (четири) уџбеника.
У области научног рада бавио се унапређењем постојећих и освајањем нових технологија и хемијско-технолошких процеса добијања обојених метала: алуминијума, магнезијума, олова, цинка, бакра и других метала из различитих полазних руда, концентрата и међупродуката њихове прераде. Посебно интересовање и најзначајније резултате је остварио у областима: а) Изучавање хидрометалуршких процеса на повишеним температурама и процеса у аутоклаву различитих хетерогених система: чврсто-течно и чврсто-течни гас и б) Хлоровање полазних, нарочито, сиромашних сировина гасовитим хлором и другим реагенсима у циљу добијања корисних метала.
Сам или са сарадницима аутор је: 8 монографија (две међународне), 8 научних предавања по позиву на иностраним факултетима и институтима, 38 научних радова у међународним часописима, 25 научних радова у зборницима међународних научних скупова штампаних у целини, 46 научних радова штампаних у домаћим часописима, 48 научних радова у зборницима домаћих научних скупова штампаних у целини, 12 научних радова у зборницима иностраних и домаћих скупова штампаних у изводу, 35 елабората и студија, 14 идејних и главних инвестиционих пројеката и једног патента. Цитиран је 164 пута. Руководио је са 23 научно-истраживачка пројекта и сарађивао у 25 таквих пројеката. На основу његових истраживања уведена су унапређења у технологијама производње алуминијума, цинка, феро-метала и др. Учествовао је на бројним домаћим и међународним симпозијумима и конгресима као члан, председник организационог или научног одбора. Сарађивао је по различтим основама са низом универзитета, факултета, института и производних радних организација, код нас и у свету. Био је ментор 8 одбрањених доктората и 10 магистарских радова. Обавио је више студијских боравака у различитим земљама и краће специјализације у Совјетском Савезу и Немачкој. Био је члан редакције часописа “Ватростални материјали” „Хемијски преглед“ и „Металургија“.
Почасни је доктор Техничког универзитета у Санкт Петерсбургу, експерт UNIDO, почасни члан Српског-хемијског друштва и саветник ICSOB (Међународне организације произвођача и прерађивача боксита, глинице и алуминијума).
У оквирима образовно-научних и друштвених активности био је шеф катедре, шеф одсека, продекан факултета, проректор и ректор Универзитета у Београду, председник Заједнице универзитета Србије, члан Комисије универзитета Европског Савета, члан Комитета за образовање Србије, Руководилац југословенске делегације у СЕВ-у, члан Комисије за науку Скупштине СФРЈ, члан Комисије за науку СИЗ-а Србије, члан Савета Фонда за технолошки развој Србије, Члан управног одбора СХД, члан научних већа и савета више института у Србији и др.
Амерички биографски институт уврстио га је у едицију 500 најпознатијих личности у свету 1993. године. Добио је диплому и ушао у едицију “International Leaders in Achievement “ биографског центра у Кембриџу. Приказан је у лексикону „Ко је ко у Србији.“
Носилац је Ордена рада са златним венцем, Октобарске награде Привредне коморе Београда, Плакете и дипломе за допринос развоју Београда, Велике плакете са повељом Универзитета у Београду, Четворо-априлске награде студената БУ за педагошку делатност, дипломе заслужног, почасног члана СХД, Почасне дипломе СЕВ-а и других признања.
Имао је супругу Нада која је дипломирани технолог, син Горан дипломирани правник, ћерка Маја, дипломирани педагог. Има унука Николу.